# Cò ngàng lớn
Cò ngàng lớn (danh pháp ba phần: Ardea alba modesta) là một loài chim thuộc chi Diệc. Tuy có nghiên cứu xếp chúng thành một loài riêng biệt (Ardea Modesta) vào 2005 , đa phần các nhà phân loại vẫn xem giữ là một phân loài của A. alba.

## Miêu tả
Cò ngàng lớn dài khoảng 83–103 cm và nặng 0,7–1,2 kg, toàn thân màu trắng. Mỏ chim có màu vàng trong mùa sinh sản và màu đen trong thời gian còn lại

## Phân bố
Loài chim này phân bố từ châu Á đến châu Đại Dương, cụ thể từ Pakistan, Ấn Độ, Sri Lanka, Bangladesh, Myanma, Thái Lan, Trung Quốc, bán đảo Triều Tiên, đông bắc Nga, Nhật Bản, Đông Dương, Indonesia, Papua New Guinea, quần đảo Solomon, Australia và New Zealand. 

## Chú thích

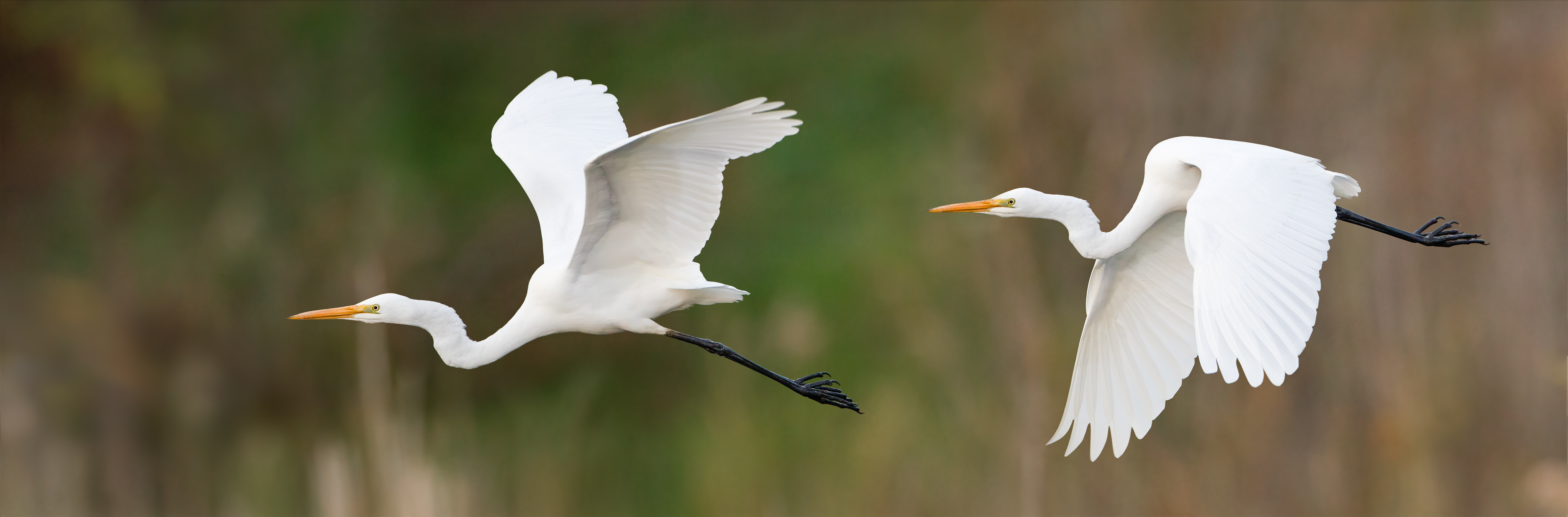

## Hình ảnh

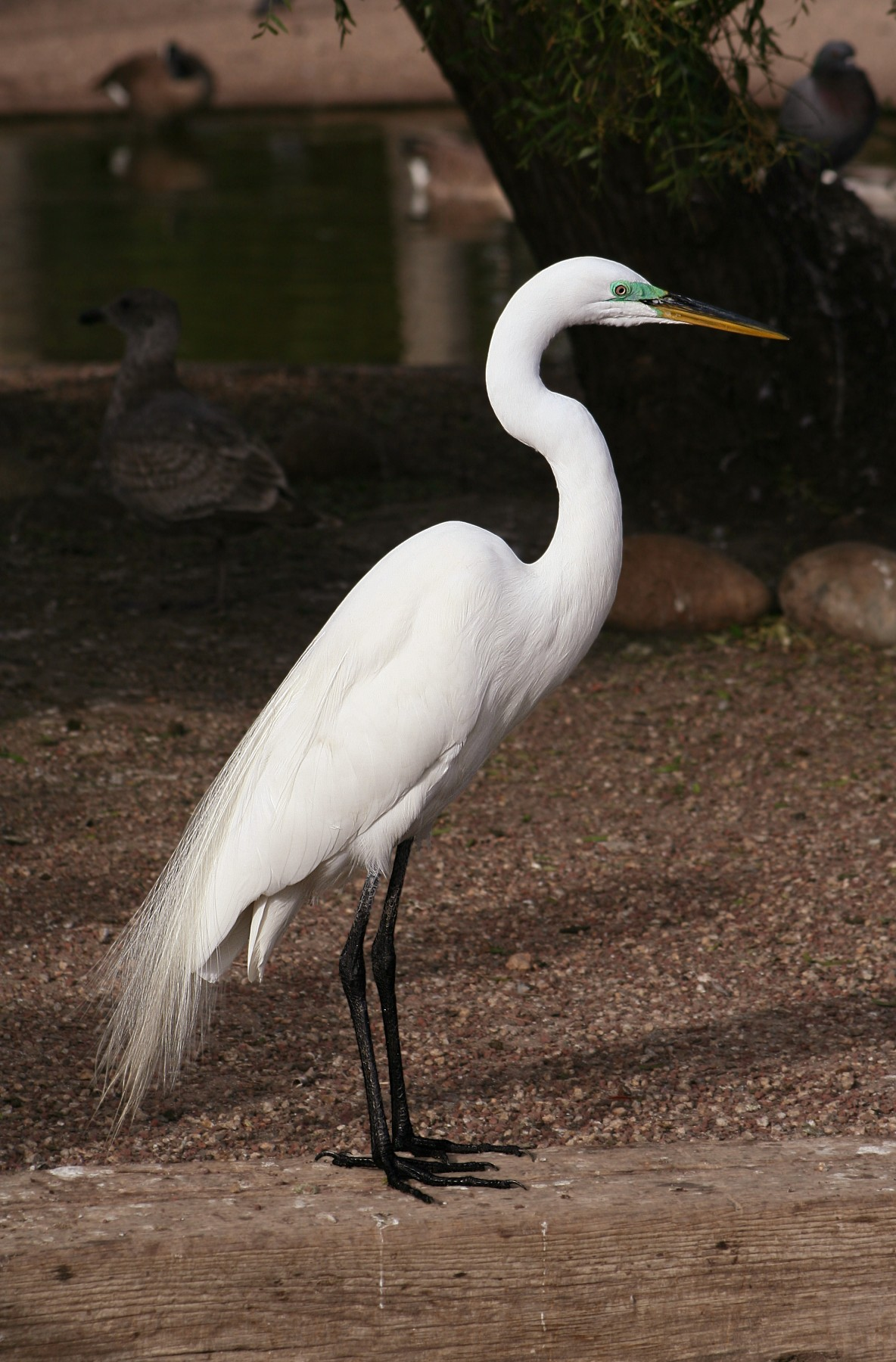
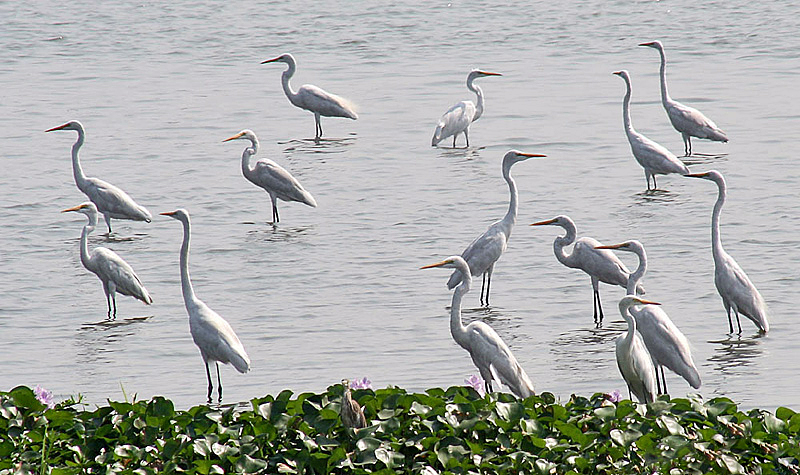
Tại Tây Bengal, Ấn Độ
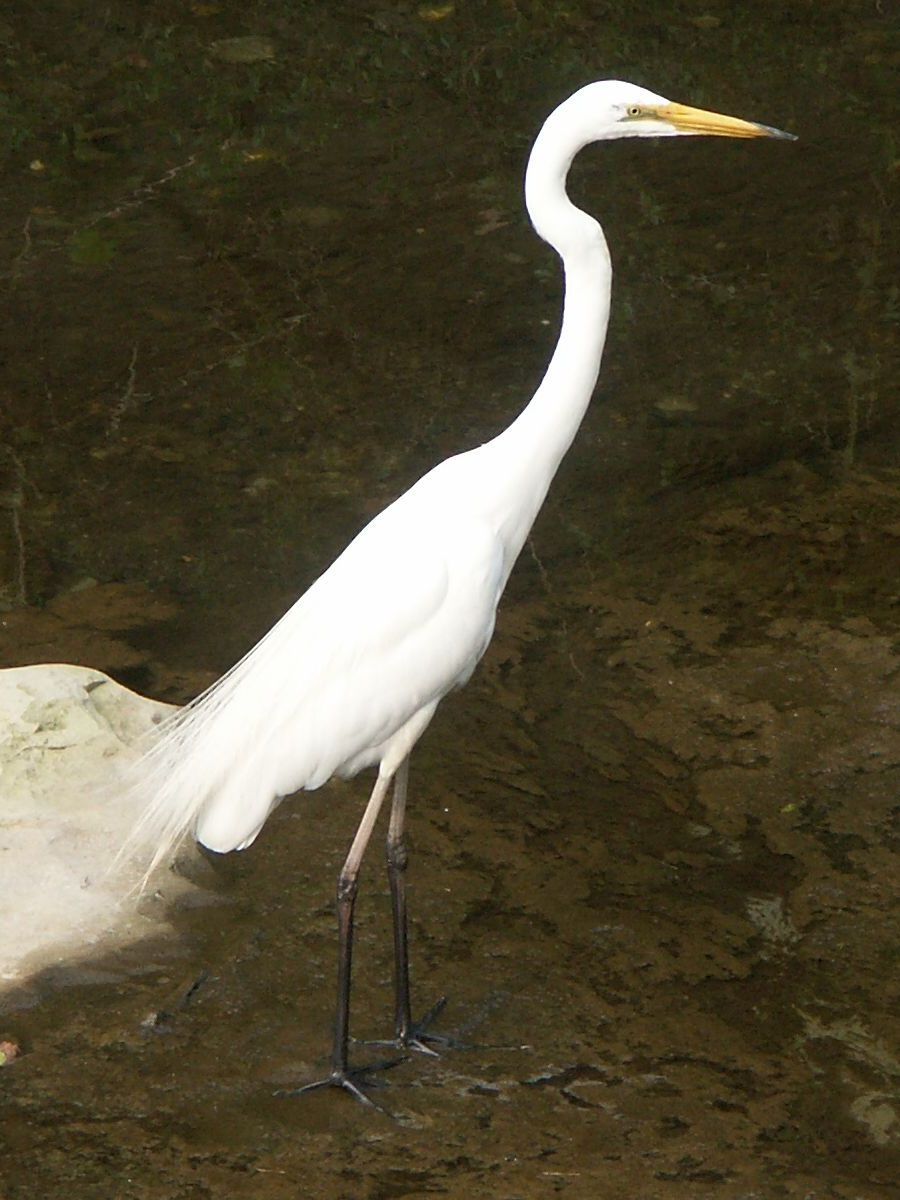
Tại Nhật Bản
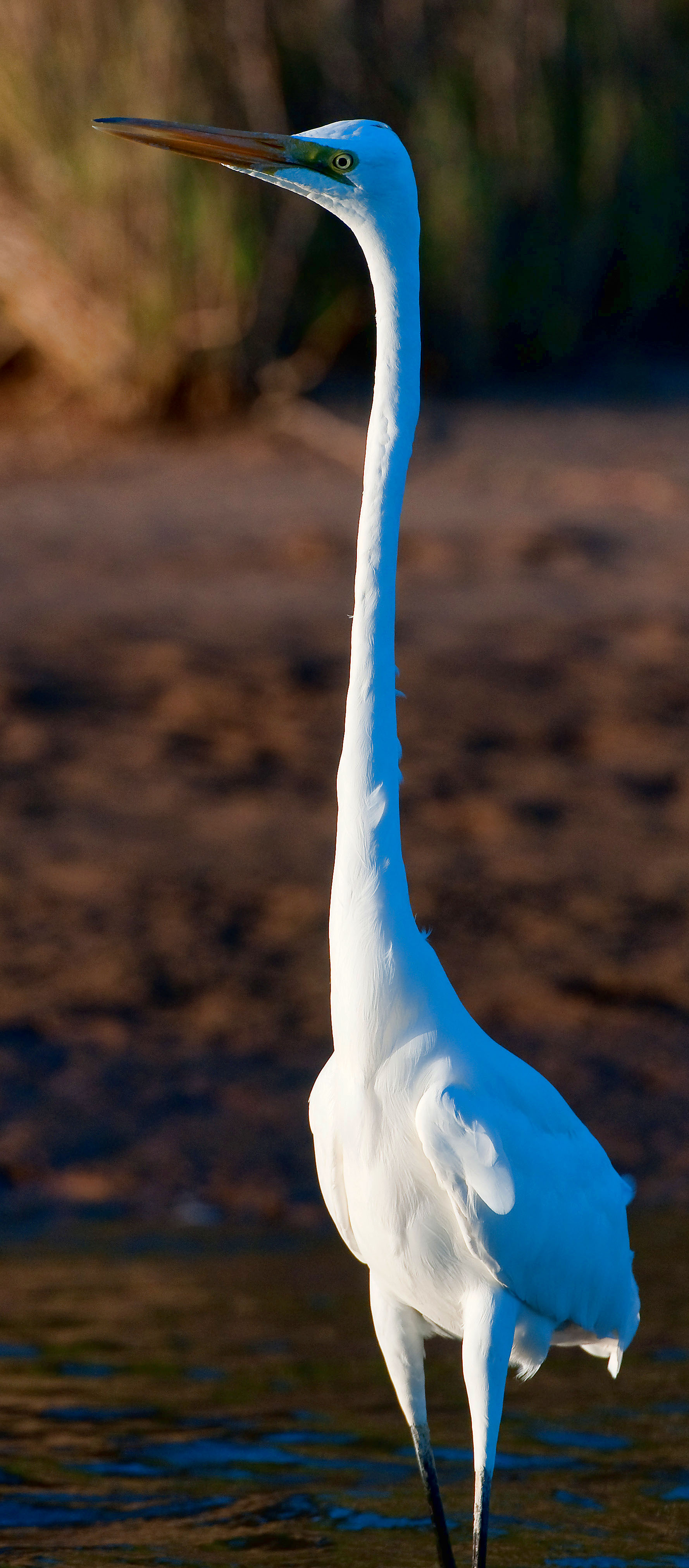
Đang vươn cổ
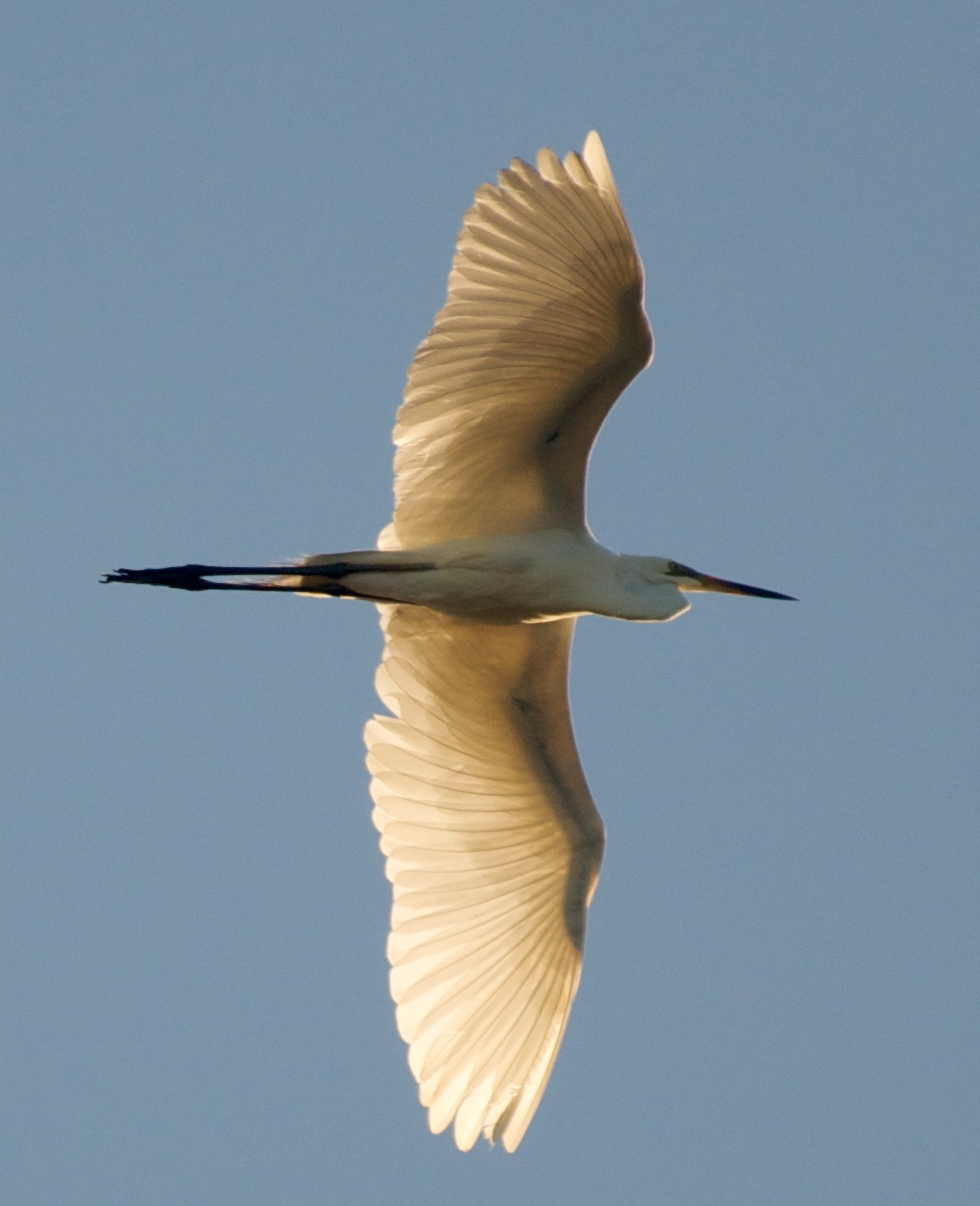
Bay lượn ở Perth, Tây Úc